# 도이 도모유키
도이 도모유키(일본어: 土井 智之, 1997년 9월 24일~)는 일본의 축구 선수이다.

## 구단 경력
그는 2020년 알비렉스 니가타 싱가포르에 입단했다. 2021년 호우강 유나이티드 FC로 이적했다. 2021년엔 리그 21경게 출전하여 19득점을 기록, 리그 최다 득점자. 2022년부터 2023년까지 후지에다 MYFC와 KF 뷜리스 발시에서 뛰었다. 2024년 게일랑 인터내셔널 FC로 이적했다. 2024-25년엔 리그 31경게 출전하여 44득점을 기록, 리그 최다 득점자. 2025년 BG 빠툼 유나이티드 FC로 이적했다.